# ジャングルフィーバー
「ジャングルフィーバー」は、RIP SLYMEの19枚目のシングル。2013年7月10日発売。前作「ロングバケーション」から約2か月でのリリースとなる。
ジャケットは、夏とジャングルにちなんで蛇が線香の形をしたものになっており、初回盤はその蛇線香が厚盛りになっている。

## 収録曲
1. ジャングルフィーバー (03:59)
（作詞：RYO-Z, ILMARI, PES, SU 作曲：DJ FUMIYA）
2. 真夏のWOW (03:30)
（作詞：RYO-Z, ILMARI, PES, SU 作曲：DJ FUMIYA）